# Horst-Heinz Henning
Horst-Heinz Henning (nacido el 15 de julio de 1920 en Gotha ; † el 25 de junio de 1998 en Sautens) fue un compositor, letrista y productor alemán.

## Vida
Henning creció en su ciudad natal de Gotha. Compuso muchos éxitos conocidos en las décadas de 1950, 1960 y 1970, como The Man at the Piano para Paul Kuhn, Eso es lo que aprendí en París para Chris Howland o Between Today and Tomorrow para Mary Roos. También produjo el Hellberg Duo. Durante el período de cooperación con Mary Roos a finales de la década de 1960, vivió en Beselich-Obertiefenbach, en el distrito de Limburg-Weilburg.
Henning es también el compositor de la marcha militar Wo alle Straßen enden (Marsch Der Verdammten), una canción en honor a los soldados alemanes que formaban parte de la Legión Extranjera Francesa.
Henning compuso y escribió textos no sólo con su nombre real, sino también con los seudónimos de Don Nenghin, Friedrich Wille, Heinz Therningsohn, Heinz Van Dugen, Jonny Breake, Leo Steinbach, Luis Warner, Nico Maroni y Victor Waldin.